# Etničke grupe Indije
Etničke grupe Indije: 1.186.186.000 stanovnika (2008.), preko 2500 različitih etničkih zajednica

## A
- Abdul	32.000
- Abor	2800
- Achari	20
- Ad Dharmi	1.228.000
- Adar, nepoznato
- Adaviar	80
- Addapu Singa, nepoznato
- Addock, nepozanto
- Adhori, nepozanto
- Adi	37.000
- Adi Andhra	1.230.000
- Adi Baugar	20
- Adi Dravida	9.609.000
- Adi Gallong	75.000
- Adi Karnataka	3.640.000
- Adi Kshatriya nepoznato
- Adi Minyong	38.000
- Adi Padam	14.000
- Adi Pasi	3300
- Adiyan	17.000
- Adodia, nepoznato
- Agamudaiyan	831.000
- Agani	500
- Agaria, Hindu	196.000; Muslimani, 15.000
- Agaru	500
- Ager	23.000
- Aghori	71.000
- Aghori Bawa	20
- Agri	400.000
- Agri Kharwal, nepoznato
- Aguri	519.000
- Ahang	30
- Ahar	1.432.000
- Aheria	140.000
- Ahmadi	9200
- Ahom	907.000
- Aimol	3300
- Aiton	5700
- Aiyanavar	24.000
- Ajila	6500
- Ajna	41.000
- Aka	7600
- Akula	500
- Akuru	100
- Alambadi Kurichchan	51.000
- Alavan	7800
- Alia	56.000
- Alitkar Salankar	600
- Alkari	500
- Alum, nepoznato
- Alwar	100
- Amat	223.000
- Ambalavasi	134.000
- Ambattan	183.000
- Amma Kodaga	2000
- Ammakaipa, nepoznato
- Anagi, nepoznato
- Anal	16.000
- Anamuk	3600
- Anantpanthi	700
- Andamanci	50
- Andh	445.000
- Anduran	2600
- Aneganti, nepoznato
- Angami	182.000
- Angarok	6200
- Anglo	342.000
- Anjula, nepoznato
- Ansari	10.610.000
- Anuppan	800
- Anwal	100
- Ao	277.000
- Aoghar, nepoznato
- Apapanthi	25.000
- Arapi	1600
- Arain, Hindu	251.000; Muslimani, 126.000; Sikhi, 18.000
- Arakala	300
- Arakh	556.000
- Arandan	700
- Arasar	75.000
- Arasu	44.000
- Aray Mala	4500
- Arayan	194.000
- Arayavathi, nepoznato
- Argali, nepoznato
- Arghun	1.000
- Arisi	20
- Arleng	1.995.000
- Armenci	600
- Arora, Hindu	3.781.000; muslimani, 300; Sikhi, 474.000
- Arunthathiyar	980.000
- Aruva	24.000
- Arvi	70
- Arwa Mala	96.000
- Arya, nepoznato
- Arya Kalaga, nepoznato
- Aryi, nepoznato
- Asari	6700
- Ashing	200
- Asili, nepoznato
- Asra	10
- Asamci kršćani	2500; Asamci Muslimani, 2.675.000; Sikhi, 1000
- Astaloki, nepoznato
- Asur	24.000
- Atari	3300
- Atazri, nepoznato
- Atchyalu, nepoznato
- Atishbaz	2.900
- Audhelia	8.300
- Awan, kršćani	60; Awan, Muslimani, 16.000; Sikhi 200
- Ayri	200
- Ayyanavar	21.000
- Ayyarakam	2200

## B
- Babar	500
- Babria	25.000
- Bachhada	10.000
- Badaga	281.000
- Badaik	100.000
- Badaskar, nepoznato
- Badasuda, nepoznato
- Badhai, Hindu	5.969.000; Muslimani, 591.000
- Badhi, Hindu, 68.000; Badhi, Muslimani, 35.000
- Badhik	15.000
- Badiphul, nepoznato
- Badri, nepoznato
- Badthi, nepoznato
- Badu, nepoznato
- Badwa	2300
- Bafan	500
- Bafinda	12.000
- Bagata	170.000
- Bagdi 3.550.000; Sikhi, 100
- Bagdi, Wagdi	341.000
- Bagga	500
- Baggaru, nepoznato
- Baggilu	1300
- Baghban, Hindu	548.000; Muslimani, 15.000
- Bagheti	37.000
- Bagi	400
- Bagti	200
- Bagwan, Hindu	200; Muslimani, 60
- Bahelia, Hindu, 160.000; Bahelia, Muslimani, 23.000
- Bahmon, nepoznato
- Bahna	781.000
- Bahrupi	4.000
- Bahuskal	90
- Baidya, Hindu	293.000
- Baiga	516.000
- Baira	11.000
- Bairagi, Hindu	3.240.000; Muslimani, 17.000; Sikhi, 20
- Bairwa	903.000
- Bais Rajput, nepoznato
- Baiswar	95.000
- Baiti	46.000
- Bajania	30.000
- Bajel, nepoznato
- Bajgar	2400
- Bajgi	37.000
- Bajikar, Hindu	600
- Bajikar, 1700
- Bakad	9300
- Bakati	2600
- Bakkarwal	17.000
- Bakuda	12.000
- Balagai	15.000
- Balahar, Hindu	9000; Muslimani, 1800
- Balai, Hindu	2.178.000; Balai, Muslimani, 100
- Balasantoshi	25.000
- Balda	20
- Balewar	30
- Balija, Hindu	1.534.000; Muslimani, 900
- Balti	6000
- Baludži, istočni	98.000
- Balyaya, nepoznato
- Bamba	70
- Banchada	29.000
- Bandhamati, Hindu, 100; Muslimani, 100
- Bandhari	300
- Bandhari Nagar	20
- Bandhela	600
- Bandhera	300
- Bandi	9800
- Bandukkhar	500
- Banerwala, nepoznato
- Bangar	70
- Bangni	48.000
- Bangro	1400
- Bangti	200
- Bania, Adrakhi	4600
- Bania, Agaram Velan, nepoznato
- Bania, Agaria, nepoznato
- Bania, Agarwal	4.725.000
- Bania, Agrahari	366.000
- Bania, Ajudhyabansi	98.000
- Bania, Ariya, nepoznato
- Bania, Asati	15.000
- Bania, Asteli	500
- Bania, Bagaria, nepoznato
- Bania, Bais	134.000
- Bania, Baj	400
- Bania, Baligar	400
- Bania, Bandawat	16.000
- Bania, Bandekar	3900
- Bania, Bangal, nepoznato
- Bania, Bannore	1900
- Bania, Barahseni	104.000
- Bania, Baranwal	49.000
- Bania, Barnawar	75.000
- Bania, Bavkule	600
- Bania, Bhami	200
- Bania, Bhatera	1000
- Bania, Bhatia	33.000
- Bania, Bijabargi	175.000
- Bania, Bisa Mahajan, nepoznato
- Bania, Bishnoi	17.000
- Bania, Bisnia	20
- Bania, Brijabansi, nepoznato
- Bania, Brittal	70.000
- Bania, Bunnia, nepoznato
- Bania, Charnagar	6900
- Bania, Chaturth	49.000
- Bania, Chauseni	40.000
- Bania, Chetti	714.000
- Bania, Chetti Acharapakam, nepoznato
- Bania, Chetti Agaram Vela	400
- Bania, Chetti Arupattanal, nepoznato
- Chetti Kurungalur, nepoznato
- Bania, Chetti Kurvina, nepoznato
- Bania, Chetti Malampatti, nepoznato
- Bania, Chetti Marayakkana, nepoznato
- Bania, Chetti Moundadan	400
- Bania, Chetti Nagarattu, nepoznato
- Bania, Chetti Nattukottai, nepoznato
- Bania, Chetti Palayapattu, nepoznato
- Bania, Chetti Pandukudi, nepoznato
- Bania, Chetti Pannirandam	900
- Bania, Chetti Pappadam	200
- Bania, Chetti Pappadam	1700
- Bania, Chetti Pathira, nepoznato
- Bania, Chetti Periyakotta, nepoznato
- Bania, Chetti Pudukkadai, nepoznato
- Bania, Chetti Puliyangudi, nepoznato
- Bania, Chetti Puvaththuku, nepoznato
- Bania, Chetti Saiva	1100
- Bania, Chetti Sozhia	5100
- Bania, Chetti Thedakottai, nepoznato
- Bania, Chetti Uppara, nepoznato
- Bania, Chetti Valanathu	4900
- Bania, Chetti Valayal, nepoznato
- Bania, Chetti Vallan, nepoznato
- Bania, Chetti Wayanad	1200
- Bania, Chettiar Nada, nepoznato
- Bania, Chhebroda	10.000
- Bania, Chitroda	400
- Bania, Choksa	1100
- Bania, Dakshini	10
- Bania, Dakshini	200
- Bania, Dasara	100
- Bania, Daspuri	100
- Bania, Deshwal	3900
- Bania, Dhanka	1100
- Bania, Dhariwal	200
- Bania, Dhariwal	1200
- Bania, Dhundia	100
- Bania, Dhusar	2900
- Bania, Dhusar	234.000
- Bania, Dindi	200
- Bania, Disaval	29.000
- Bania, Dosake	700
- Bania, Dudi, nepoznato
- Bania, Gadri	1200
- Bania, Gahoi	328.000
- Bania, Galada	500
- Bania, Gandha Banik	311.000
- Bania, Gandhi	2400
- Bania, Gangawal	3900
- Bania, Gantha, nepoznato
- Bania, Gaura Komati	5600
- Bania, Gaurava	100
- Bania, Gauri	16.000
- Bania, Gelora	40
- Bania, Ghate	200
- Bania, Gindauriya	26.000
- Bania, Godha	12.000
- Bania, Godwalia	30
- Bania, Golahre	15.000
- Bania, Golapurab	54.000
- Bania, Golasinghare	2000
- Bania, Gole	3100
- Bania, Gonee, nepoznato
- Bania, Gorji	500
- Bania, Gothwal	100
- Bania, Govalal, nepoznato
- Bania, Gujar	244.000
- Bania, Gudžarati	3800
- Bania, Hardoi	38.000
- Bania, Harsola	2600
- Bania, Hindustani	300
- Bania, Irupathi Nalu Mana	33.000
- Bania, Jain	3.448.000
- Bania, Jaiswal	169.000
- Bania, Jaival	900
- Bania, Jathi	1700
- Bania, Jaunpuri	3200
- Bania, Jhamaiya	7800
- Bania, Jharola	9400
- Bania, Kalinga	15.000
- Bania, Kalinga Komati	32.000
- Bania, Kambhoja	500
- Bania, Kanaujia	8500
- Bania, Kanlapuri Vaisya	60
- Bania, Kannada	700
- Bania, Kansa	600
- Bania, Kapali, nepoznato
- Bania, Kapola	15.000
- Bania, Karad	400
- Bania, Kasar	77.000
- Bania, Kasarwani	403.000
- Bania, Kasaundhan	481.000
- Bania, Kashmiri	100
- Bania, Kasojan	9400
- Bania, Kath	5000
- Bania, Kathar	2400
- Bania, Kathnera	15.000
- Bania, Katrival, nepoznato
- Bania, Khandelwal	70
- Bania, Khandelwal	116.000
- Bania, Kharaua	4200
- Bania, Khariwal	90
- Bania, Khatri	209.000
- Bania, Khedayata	64.000
- Bania, Komti	90
- Bania, Komti	1.775.000
- Bania, Kudale	900
- Bania, Kukada	2100
- Bania, Kulum	30
- Bania, Kurwar	25.000
- Bania, Lad	160.000
- Bania, Ladsakka, nepoznato
- Bania, Lamechu	2400
- Bania, Lingayat	59.000
- Bania, Lodasa	40
- Bania, Lohiya	4600
- Bania, Lorha	2600
- Bania, Madhuva	200
- Bania, Mahajan	331.000
- Bania, Mahesri	510.000
- Bania, Mahur	858.000
- Bania, Marwadi	38.000
- Bania, Mathur	36.000
- Bania, Medora	200
- Bania, Mesri, nepoznato
- Bania, Mewada	18.000
- Bania, Modh	100.000
- Bania, Muthursi, nepoznato
- Bania, Nagar	59.000
- Bania, Nandora	400
- Bania, Narsingpura	12.000
- Bania, Nethi, nepoznato
- Bania, Neve, nepoznato
- Bania, Nichondia	3400
- Bania, Nima	300
- Bania, Nima	115.000
- Bania, Noone, nepoznato
- Bania, Oswal	825.000
- Bania, ostali	23.974.000
- Bania, Padmavathi	9200
- Bania, Pahlwan	100
- Bania, Palliwal	21.000
- Bania, Pancha	1500
- Bania, Pancham	38.000
- Bania, Pancharatha, nepoznato
- Bania, Parik, nepoznato
- Bania, Parmer	1700
- Bania, Patane	1300
- Bania, Pednekar	600
- Bania, Penukonda	2200
- Bania, Poddar	11.000
- Bania, Porwal	600.000
- Bania, Purshkarval, nepoznato
- Bania, Raikwal	1300
- Bania, Raipak, nepoznato
- Bania, Rastaogi	64.000
- Bania, Rauniar	143.000
- Bania, Rohtaki	4900
- Bania, Saitwal	51.000
- Bania, Sangameshvar	700
- Bania, Sankha	600
- Bania, Saralia, nepoznato
- Bania, Saraogi	103.000
- Bania, Sarvaiya, nepoznato
- Bania, Sewak	3400
- Bania, Shetwal	13.000
- Bania, Shimpi	2700
- Bania, Shravan	3100
- Bania, Sikh	11.000
- Bania, Sinduria	22.000
- Bania, Siva	200
- Bania, Soni Srimali	23.000
- Bania, Sorathi	2500
- Bania, Sozhia	0
- Bania, Srimali	455.000
- Bania, Subarna Banik	168.000
- Bania, Sunkar	4.700
- Bania, Sunwaria	300
- Bania, Swaram Banik	11.000
- Bania, Trivarnika Vaisya	79.000
- Bania, Tuppadda, nepoznato
- Bania, Ummad	404.000
- Bania, Unai	56.000
- Bania, Uppu, nepoznato
- Bania, Vaish, nepoznato
- Bania, Vaishnava	600
- Bania, Vayada	5500
- Bania, Veginadu	4.500
- Bania, Vhetti Agaram Vela	200
- Bania, Visalad	200
- Bania, Yegna Komti	7300
- Banijiga	591.000
- Banjara, Hindu	5.794.000; Muslimani, 151.000; Sikhi, 50
- Banka	26.000
- Banmanus	25.000
- Banna	300
- Bansi	1300
- Bansphor, Hindu, 118.000; Muslimani, 300
- Bantar	127.000
- Baori	356.000
- Barad, Hindu	13.000; Muslimani, 20
- Barahar	130.000
- Baraua	500
- Barda	17.000
- Bardai	4.900
- Baret	800
- Bargi	10.000
- Bargunda	27.000
- Bari, Hindu, 592.000; Muslimani, 50
- Baria, Hindu, 301.000; Muslimani, 700
- Bariki	35.000
- Barjuba	10
- Barkar	30
- Barman	24.000
- Barua	200
- Barutgar	1000
- Barwala, Hindu	85.000; Muslimani 2100; Sikhi, 10
- Basa Sankarai	70
- Basith, Hindu	17.000; Sikhi, 1700
- Basor	943.000
- Basushabar	1900
- Bathada	4000
- Bathini	70
- Bathudi	261.000
- Battal	400
- Batwal, Hindu	95.000; Muslimani, 2300; Sikhi, 20
- Bauri	2.202.000
- Bauti	2600
- Bavcha	9800
- Bavuri	6300
- Bawa Dhed	12.000
- Bawaria, Hindu	221.000; Muslim, nepoznato; Sikhi, 39.000
- Bawtar	100
- Bayad, 600
- Bazigar, Hindu	728.000; Muslimani, 6300; Sikhi, 113.000
- Beda Jangam	282.000
- Bedar	200
- Bedar, 18.000; budisti, 300; Hindu, 2.316.000; Muslimani ili Berad, 3700
- Bedia, Hindu, 488.000; Muslimani, 1900
- Beelas, nepoznato
- Beg	2100
- Begulu	30
- Behara	3400
- Behlim	8100
- Belama	24.000
- Belavadi, nepoznato
- Belchad, nepoznato
- Beldar, Hindu	1.892.000; Muslimani, 11.000
- Bellara	2700
- Bemaria	200
- Benangi	10
- Bengalci, Hindu, 73.000; Muslimani900
- Benni	20
- Bentkar, nepoznato
- Berta	10
- Berua	1300
- Besua	20
- Besya, Hindu	3400; Muslimani, 1300
- Bethara	60
- Betora	400
- Bhabra, Hindu	36.000; džaini, 34.000; Sikhi, 1200
- Bhadayi	4000
- Bhadela	14.000
- Bhaina	78.000
- Bhakat	2500
- Bhalla	3400
- Bhampta	45.000
- Bhand, Hindu	30.000; Muslimani, 32.000
- Bhandari	599.000
- Bhangi, Hindu	4.583.000; Muslimani, 131.000
- Bhansala	237.000
- Bhansali Vegu	60
- Bhantu	23.000
- Bhanumati	6600
- Bhar	1.914.000
- Bharaser	20
- Bharathar	74.000
- Bharbhunja, Hindu	1.207.000; Muslimani, 63.000
- Bharewa	8900
- Bharia Bhumia	337.000
- Bhaskar	1000
- Bhat, Hindu, 1.275.000; Muslimani, 220.000; Sikhi, 20
- Bhathiara, Hindu, 6200; Muslimani, 175.000
- Bhatia, Hindu	215.000; Muslimani, 3500; Sikhi, 500
- Bhattra	329.000
- Bhatura	30
- Bhavin	700
- Bhavit	12.000
- Bhil	14.103.000
- Bhil Mina	59.000
- Bhima, nepoznato
- Bhin	1400
- Bhir, nepoznato
- Bhirai	800
- Bhisti	541.000
- Bhogta	254.000
- Bhoi, Hindu	5.900.000; Muslimani, 11.000
- Bhojki	3600
- Bhoksa	50.000
- Bhoppulia	40
- Bhotia, budisti, 103.000; tibetski budisti, 4000
- Bhotia, Sikkim	114.000
- Bhottada	440.000
- Bhoyar	222.000
- Bhuinhar	916.000
- Bhuinmali	182.000
- Bhuiya	1.970.000
- Bhujru, nepoznato
- Bhulia	139.000
- Bhumak	30
- Bhumia	188.000
- Bhumij	1.133.000
- Bhunar	300
- Bhunjia	40.000
- Bhurtia	13.000
- Bhutta	200
- Bhuyiar	41.000
- Biar, Hindu	314.000; Muslimani, 80
- Bidakia	1100
- Bidur	313.000
- Bilaspuri	900
- Billedar	6600
- Binapatta	300
- Bind	887.000
- Bindla	22.000
- Bingi	30
- Binjhal	167.000
- Binjhia	201.000
- Birarea, nepoznato
- Birhor	22.000
- Birjia	15.000
- Bisati	6300
- Bishnoi	619.000
- Bissoyi	400
- Biswas, Hindu, nepoznato; Muslimani, 3500
- Bitopi	200
- Bodh	36.000
- Bodla	200
- Bodo	1.921.000
- Bogulu	20
- Bogum	2000
- Bohra	1.111.000
- Bohuka, nepoznato
- Boipari	15.000
- Boisto	30
- Bojgar	50
- Bokar	5700
- Bola	3200
- Bolanti	400
- Bolasi	24.000
- Bolodia	2.000
- Bomba	1500
- Bomdo	50
- Bondili	2600
- Bondo Poroja	11.000
- Bonka	400
- Bora Kuthliya	600
- Boratlika	30
- Borewale, nepoznato
- Bori	3000
- Boria	10.000
- Bosantiya	5400
- Bosyo	10
- Bot	2300
- Botaraj	500
- Botehra, nepoznato
- Botia	10
- Bowri, nepoznato
- Boya	3.901.000
- Brahma Kshatriya	22.000
- Brahmachari	100
- Brahmani, 60.387.000; Muslimani, nepoznato; Sikhi, 119.000
- Brahui	50
- Britanci, 36.000
- Broq-Pa	11.000
- Budar, nepoznato
- Budda	30
- Budhan, Hindu, 40; Muslimani, 2200
- Bujur	3100
- Bukora	200
- Buludegogaru, nepoznato
- Buna, Hindu	375.000
- Bundelkhandi
- Bunjahi, nepoznato
- Burara	200
- Burmanci	15.000
- Butalu	300
- Butti Telaga, nepoznato
- Byagara	42.000
- Byansi	2800
- Byrepati	20

## C
- Chachati	5000
- Chackaravar	40.000
- Chadar	114.000
- Chaimal	30
- Chain	513.000
- Chak	3000
- Chakali	700
- Chakhesang	148.000
- Chaki	1200
- Chakkan	50
- Chakketakare	90
- Chakkiliyan	1.291.000
- Chakma	219.000
- Chaliyan	6.000
- Chalvadi	205.000
- Chamar	50.863.000; Muslimani, 15.000; Sikhi, 196.000
- Chamboti	40
- Chambukutti	60
- Champa	10.000
- Chamta	1100
- Chan, nepoznato, govore kašmirski
- Chanal	28.000
- Chandala	14.000
- Chandhai Maru	200
- Chandra Vedia, nepoznato
- Chang	55.000
- Changar	2100
- Chapali	60
- Chapota, nepoznato
- Chapparband, Hindu, 5300; Muslimani, 1600
- Chaptegar	7000
- Charan, Hindu, 280.000; Muslimani, 200
- Charandasis	900
- Chardo, nepoznato
- Charg, nepoznato
- Charji, nepoznato
- Charodi	4800
- Charumba	500
- Chasadhobi	88.000
- Chatla	20
- Chaudhari	11.000
- Chaudhari, Hindu	369.000
- Chaudia, nepoznato
- Chauhan	27.000
- Chaupal	83.000
- Chaura	4500
- Chavalakkaran	21.000
- Chayakkaran	40.000
- Cheintz, nepoznato
- Chelpa, nepoznato
- Chembotti, nepoznato
- Chenchu	65.000
- Chengazhi Nambiyar	700
- Chenna Dasar	46.000
- Chepang	1600
- Chero	169.000
- Cherua	2.300
- Cheruman, Hindu, 467.000; Muslimani, 41.000
- Chhalapdar	300
- Chharas, nepoznato
- Chhetri	355.000
- Chhimba, Hindu, 121.000; Muslimani, 3300; Sikhi, 131.000
- Chhipa, Hindu, 406.000; Muslimani, 78.000; Sikhi, 137.000
- Chibali	300
- Chidar	61.000
- Chidimar	500
- Chigar	20
- Chik Baraik	134.000
- Chik, Hindu, 127.000; Muslimani, 3300
- Chikkakaruni, nepoznato
- Chikkamani, nepoznato
- Chimur, nepoznato
- Chin, Mara	29.000
- Chinda	60
- Chingathanar	200
- Chintala, nepoznato
- Chirr	3900
- Chiru	11.000
- Chitara	10.000
- Chitrakar, Hindu, 52.000; Muslimani, 5700
- Chobdar	6400
- Chodhara	21.000
- Chopemari, nepoznato
- Chothe	3900
- Chotnia	30
- Choudang, nepoznato
- Chudigar	900
- Chuditya	6000
- Chudiwala, nepoznato
- Chuhra	2.298.000
- Chundadigira	50
- Chunpach	1000
- Chunvalia	22.000
- Chuppolu, nepoznato

## D
- Dabgar, Hindu	118.000; Muslimani 2300;
- Dadhi, Muslimani, 2100
- Dadupanthi	2200
- Dafer	200
- Dafla	800
- Dagi, Hindu, 112.000; Muslimani, 10; Sikh, 90
- Dahait	69.000
- Daharia	8900
- Dahez, nepoznato
- Dahiara, Muslim	2400
- Dahur	14.000
- Dai, Hindu, 200; Muslimani 11.000
- Daityapati	600
- Dakkal	6400
- Dakpu	100
- Dal	29.000
- Dalu	13.000
- Damai	61.000
- Dammalia	6.500
- Damor	59.000
- Danchi	20
- Dandasi	93.000
- Dandigan	600
- Dangaito	30
- Dangashia	7800
- Dangi	689.000
- Danuwar	30
- Darai	15.000
- Daraiha	12.000
- Darbes	30
- Dari	30
- Daroga, Hindu	954.000; Muslimani, nepoznato
- Daryadasi	11.000
- Darzi, Hindu, 2.662.000; Muslimani, 972.000; Sikhi, 40.000
- Daule, Hindu, 6800; Sikhi, 100
- Deha	22.000
- Dehuri, nepoznato
- Dendra, nepoznato
- Dentiya	30
- Deori	65.000
- Depala, nepoznato
- Dera	3400
- Desali, nepoznato
- Desau Bhumij	2700
- Deshantri, nepoznato
- Deshwali, Hindu, 157.000; Deshwali, Muslim, 6100
- Desil	900
- Devadasi	20.000
- Devadiga	162.000
- Devali	200
- Devangri	47.000
- Devendrakulathan	76.000
- Devhar	16.000
- Dewar	319.000
- Dhakad	668.000
- Dhakoda	16.000
- Dhale	200
- Dhangar	2.712.000
- Dhangri	19.000
- Dhanka	430.000
- Dhankia	14.000
- Dhanohi, nepoznato
- Dhanuk	3.770.000
- Dhanwar	178.000
- Dhaogri	2600
- Dharhi, Hindu, 24.000; Muslimani 35.000
- Dharkar	153.000
- Dharmashala, nepoznato
- Dharua	17.000
- Dhavad	1500
- Dhemaru, nepoznato
- Dhiar	11.000
- Dhimal	4700
- Dhiman 40.000
- Dhimar	1.751.000
- Dhobi, Hindu, 12.224.000; Muslimani, 920.000; Sikhi, 9000
- Dhodia	803.000
- Dhola	300
- Dholi, Hindu, 216.000; Muslimani, 5300
- Dhor	143.000
- Dhund	7200
- Didayi	8200
- Digaru	17.000
- Dimolia	30
- Diogalo	30
- Divehi, Devehi, 1000
- Doai	1500
- Dogaralu, nepoznato
- Dohor	38.000
- Dolai	300
- Dolapati	7400
- Dolokondiyari	200
- Doluva	11.000
- Dom, Hindu, 2.273.000; Muslimani, 186.000; Sikhi, 700
- Domal	8300
- Domar	32.000
- Dombidasari	80
- Domm	74.000
- Dommadiranka	20
- Dondia	70
- Dondsena	100
- Donera, nepoznato
- Dora	8000
- Dosadh, Hindu, 5.073.000; Dosadh, Muslim, 12.000
- Dosali	1500
- Douri, nepoznato
- Dowaniya	3100
- Duari, nepoznato
- Dubla	838.000
- Dudekula	1300
- Dudhwala	2700
- Dulia	362.000
- Dumparaso	30
- Dura	2900
- Durgamurgi	1100
- Dzongkha	19.000

## E
- Ellamalawar	22.000
- Eluthassan	46.000
- Endra	100
- Eravallan	7900
- Evtamara	60

## F
- Fanai	30
- Faqir	873.000
- Farda, nepoznato
- Futgi, nepoznato
- Futgudi, nepoznato

## G
- Gadaba	160.000
- Gadaria, Hindu, 6.125.000; Muslimani, 3300
- Gaddi	617.000
- Gadhai, nepoznato
- Gadhia, nepoznato
- Gagra	1700
- Gagrita	40
- Gahamandi, nepoznato
- Gaine	400
- Galda Konkani	70
- Galiara	400
- Galleban	1200
- Galong	9900
- Gamit	649.000
- Gammalla	2400
- Ganak	200
- Ganda	1.285.000
- Gandharb, Hindu, 13.000; Gandharb, Muslimani, 5100
- Gandhi, Hindu, 300; Muslimani, 4400
- Gandhila	6000
- Gandhmali	12.000
- Gandia	1200
- Gandia	5200
- Gandla	71.000
- Ganga Reddi	200
- Gangai	3000
- Gangakula	1.313.000
- Gangin, nepoznato
- Gangota, nepoznato
- Gangte	19.000
- Gankak, nepoznato
- Ganohha, nepoznato
- Gantichore	4600
- Gantisayebulu	20
- Gantra	8700
- Ganz	1100
- Gaondi	2000
- Gara	700
- Garana, nepoznato
- Garasia	230.000
- Gardi, Hindu, 4.600; Muslimani, 200
- Garger, nepoznato
- Garmatang	1100
- Garo	1.036.000
- Garoda, Hindu, 139.000; Muslimani, 700
- Garpaguri	29.000
- Gatti	6700
- Gattuvallu	20
- Gauda	1.949.000
- Gavara	10.000
- Gavri	1200
- Gawal, nepoznato
- Gawaria	69.000
- Gawli	16.000
- Gayari, nepoznato
- Gayinta	2100
- Gentramara, nepoznato
- Ghadasi	6800
- Ghadi	7500
- Ghai	400
- Ghanchi, Hindu, 110.000; Muslimani, 124.000
- Ghantia, nepoznato
- Ghara	2200
- Gharami	7300
- Gharti	21.000
- Ghasi, Hindu, 460.000; Muslimani, 500
- Ghazi	1400
- Ghirath, Hindu	286.000; Muslimani, 100; Sikhi, 80
- Ghisadi	16.000
- Ghogia	2100
- Ghosi, Hindu, 267.000; Muslimani, 156.000
- Ghusuria	83.000
- Giddikki	92.000
- Gidhiya, Hindu, 1100; Muslimani, 800
- Giri, nepoznato
- Goanci 662.000
- Godagali	7600
- Godari	4.800
- Godatri	400
- Godda	6100
- Godhi	1900
- Godiya	12.000
- Godra	5600
- Goggi	40
- Gojulosali, nepoznato
- Gokha	100; Hindu, 235.000
- Golak	700
- Goley	11.000
- Golla	172.000
- Gond	13.957.000
- Gondaru	24.000
- Gondatti, nepoznato
- Gondhali	49.000
- Gondo Bato, nepoznato
- Gonju, nepoznato
- Gonrhi	720.000
- Gontara	1200
- Gopal	36.000
- Gorait	15.000
- Goriya, Hindu	302.000; Muslimani, 15.000
- Gorkhodia, nepoznato
- Gosain, Hindu, 1.420.000; Muslimani, 20
- Gosangi, Hindu	24.000; Muslimani, 200
- Goudu	16.000
- Gowari	462.000
- Gowdali	13.000
- Gowtia, nepoznato
- Gratie, nepoznato
- Gual	17.000
- Gudala	30
- Gudheri, nepoznato
- Gudigar	2800
- Gudiya	300
- Gujar	6.351.000; Muslimani, 442.000; Sikhi, 36.000
- Gujjar	699.000
- Gulam	200
- Gumtian, nepoznato
- Guna	2000
- Gundi, nepoznato
- Gura	1800
- Gurgunta, nepoznato
- Guria	687.000
- Gurru	400
- Gurung	130.000
- Guttedar, nepoznato
- Gyta	700

## H
- Habura	11.000
- Hadalyaru, nepoznato
- Hadi	1.178.000
- Hadstulia	50
- Hadwal, nepoznato
- Hajam	1.905.000
- Hajang	51.000
- Hakki Pikki	13.000
- Halalkhor, Hindu, 18.000; Muslimani, 400
- Halam	49.000
- Halam, Chorei	43.000
- Halam, Kaipeng	8800
- Halam, Kaloi	3900
- Halam, Khelma	60
- Halam, Marcephane	0
- Halam, Molsom	6200
- Halam, Ranglong	0
- Halam, Rondchar	0
- Halam, Rupini	6200
- Halba	896.000
- Hali	38.000
- Halleer	11.000
- Halsar	16.000
- Halwai, Hindu, 1.299.000; Muslimani, 169.000
- Halwakki Wakkal	131.000
- Hammal	1500
- Hanabar	78.000
- Handi Jogi	23.000
- Hanji	60
- Hankiya, nepoznato
- Hanuman, nepoznato
- Harbadkulani, nepoznato
- Harishet, nepoznato
- Harjala	1200
- Harkantra	24.000
- Harni	300
- Hasalaru	26.000
- Hasla, 3000
- Hatkar	298.000
- Havomar, nepoznato
- Hawari, nepoznato
- Hazra 3900
- Hela	54.000
- Hijda	208.000
- Hill Miri 	14.000
- Hill Pulayan	102.000
- Hill Reddi	600
- Hingora	20
- Hira	72.000
- Hiranbaj, nepoznato
- Hmar	86.000
- Ho	1.043.000
- Hogalabhatta, nepoznato
- Hojai	6700
- Holar	84.000
- Holaya Dasar	7700
- Holer	790.000
- Homiar, nepoznato
- Honniyar	90
- Hualngo	20
- Humbler, nepoznato
- Hurkiya	3800

## I
- Idayan	63.000
- Idu	15.000
- Ilavan	6.580.000
- Ilavaniyan	28.000
- Ilavathi	46.000
- Ilayathu	28.000
- Illemei	60.000
- Illiger	100
- Indoburmanci	600
- Indofrancuzi 200
- Indovijetnamci	400
- Iranci (Perzijanci) 16.000
- Irika	600
- Irula	235.000
- Iruliga	9300
- Izabatha, nepoznato

## J
- Jad	2200
- Jadaigi, nepoznato
- Jadam, nepoznato
- Jagal Jadho, nepoznato
- Jagari Patur	100
- Jaggali	12.000
- Jaintrapan, nepoznato
- Jalakaduguvallu	60
- Jalavara, nepoznato
- Jalkeot	43.000
- Jallad, nepoznato
- Jamatia	83.000
- Jambuvulu	56.000
- Jamoria, nepoznato
- Janapath, nepoznato
- Janappan	50
- Janbo	20
- Jangam, Hindu, 1300; Jangam, Muslim, 200
- Janna	1700
- Jantri	10
- Janughanta	1700
- Jaraj, 8900
- Jarasadho	10
- Jarawas	100
- Jargi	10
- Jarrah, nepoznato
- Jat, Hindu	15.111.000; Muslimani, 372.000; Sikhi, 12.414.000
- Jatapu	164.000
- Jatigar	50
- Jatikirtuli, nepoznato
- Jaunsari	108.000
- Javeri	1800
- Jayapore	300
- Jenna, nepoznato
- Jenu Kuruba	54.000
- Jeoni, nepoznato
- Jhalo Malo	446.000
- Jhamral	7300
- Jhinwar, Hindu	495.000; Muslim, 4600; Jhinwar, Sikhi, 493.000
- Jhojha, Hindu, 180.000; Muslim	8300
- Jimdar	74.000
- Jingar	48.000
- Jirayat	700
- Jogi, Hindu, 3.094.000; Jogi Muslim, 95.000
- Jogula	1500
- Jonkhara	20
- Josi	100
- Joura	200
- Juang	52.000
- Julaha	849.000
- Juneta	40

## K
- Kabadi	62.000
- Kabui	87.000
- Kabutaria	50
- Kachari, Dimasa	110.000
- Kachari, Hindu	69.000
- Kachari, Sonwal	420.000
- Kachera, Hindu, 60.000; Muslimani, 1900
- Kachhi, Hindu, 5.603.000; Muslimani, 2900
- Kachhia, 9.900; Hindu, 98.000
- Kachi	40
- Kačini	35.000
- Kadaiyan	17.000
- Kadan	6200
- Kadar	101.000
- Kadera	42.000
- Kadia Kumbhar	11.000
- Kadia, Hindu, 123.000; Muslim 	8800
- Kadu Kuruba	105.000
- Kaghazi	100
- Kaghzi	700
- Kahabia, nepoznato
- Kahalia	6800
- Kahar	7.506.000; Muslimani, 80.000; Sikhi, 90.000
- Kahha, Phom	134.000
- Kahrar, nepoznato
- Kaibartta	1.886.000
- Kaikadi	288.000
- Kaikolan	2.236.000
- Kairkari, nepoznato	Chhattisgarhi
- Kakaigar	1100
- Kakkalan	16.000
- Kakwara, nepoznato
- Kalabaz	14.000
- Kalagara	3900
- Kalagi, nepoznato
- Kalahandi, nepoznato
- Kalal, Hindu, 3.846.000; Muslimani, 80
- Kalandi	10
- Kalavayasula	10
- Kalbelia	94.000
- Kalingi	265.000
- Kalladi	43.000
- Kallan	1.306.000
- Kallasari	8500
- Kallattu Kurup	1000
- Kalota	60.000
- Kalu	217.000
- Kalwar, Hindu, 3.439.000; Muslimani, 48.000
- Kalya Kengyu	300
- Kalzu	20
- Kamad	12.000
- Kamalia	13.000
- Kamar	42.000
- Kamathi	202.000
- Kambo	47.000
- Kamboh, Hindu, 479.000; Muslimani, 31.000; Sikhi, 606.000
- Kameng	90
- Kami	132.000
- Kammara	127.000
- Kamrai	400
- Kamsala	29.000
- Kanagal, nepoznato
- Kanai	58.000
- Kanakkan	258.000
- Kanate	500
- Kanaura	66.000
- Kancha Vakkal	100
- Kanchan	18.000
- Kanda	2900
- Kandarpa, nepoznato
- Kandera	18.000
- Kandha Gauda	28.000
- Kandoi	2500
- Kandra	740.000
- Kandu	1.920.000
- Kanera, nepoznato
- Kanghera	60
- Kanikaran	28.000
- Kaniyan	96.000
- Kanjar, Hindu, 196.000; Muslimani, 14.000
- Kankali, nepoznato
- Kansali	3600
- Kantabudia	3500
- Kanugh	80
- Kaora	380.000
- Kapali	302.000
- Kaparia	135.000
- Kapewar	46.000
- Kapu	14.686.000
- Kapuria	800
- Karadia	45.000
- Karal	10.000
- Karan	509.000
- Karaoli	4100
- Karasgar	70
- Kareni, 1000
- Karenga	44.000
- Karhada, nepoznato
- Karigar	100
- Karikudumbi	30
- Karimpalan	18.000
- Karka	700
- Karku	6300
- Karmakar, nepoznato
- Karmali	130.000
- Karnam 80.000
- Karoack	300
- Karua	5900
- Karumpuram	100
- Karwal	29.000
- Kasai Majhi, nepoznato
- Kasar	588.000
- Kasbati, Hindu, 1400, Muslimani, 10.000
- Kashan, nepoznato
- Kašmirci Muslimani	6.378.000
- Kathikkaran	600
- Kathodi	311.000
- Kathputli Nachanewala, nepoznato
- Katia	208.000
- Katolici Damana (Catholics of Daman) 3.400, govore konkani, materinski je portugalski[2]
- Katpitia	100
- Katri Rajulu, nepoznato
- Katti Bomalawaru, nepoznato
- Kattikarla	20
- Kattunayakan	81.000
- Kavalettinavaru	20
- Kavara	59.000
- Kavathi	26.000
- Kavoj	300
- Kavuthiyan	31.000
- Kawar	1.076.000
- Kayastha	7.865.000; Muslimani, 100
- Kechai, nepoznato
- Kela Oddi	10
- Kela, Hindu, 26.000; Muslimani 100
- Kelkari	700
- Kenayor, nepoznato
- Kenba, nepoznato
- Kendhu, nepoznato
- Kepmaris	1200
- Keralamuthali	9400
- Khadala	139.000
- Khadim	300
- Khadura	13.000
- Khahilya	300
- Khairwar	411.000
- Khalini, nepoznato
- Khalpa	115.000
- Kham Zayu	500
- Khambu	317.000
- Khami	400
- Khamiyang	1700
- Khampti	25.000
- Khandait	1.745.000
- Khangar, Hindu, 341.000; Muslimani, 90
- Khant	21.000
- Kharadi	6600
- Kharag, nepoznato
- Kharia	761.000
- Kharol	20.000
- Kharot	3700
- Kharsola	15.000
- Kharva, Hindu, 387.000, Muslimani, 600
- Kharwar	512.000
- Khas	71.000
- Khasdar	100
- Khasi	1.361.000
- Khaskeli	300
- Khatbune	900
- Khatgune, nepoznato
- Khati, 34.000, Hindu, 1.487.000
- Khatik, Hindu, 2.173.000; Muslimani, 29.000
- Khatki	5100
- Khatri, Hindu, 2.007.000; Muslimani, 49.000; Sikhi, 321.000
- Khatti Khatti	1700
- Khatwa	233.000
- Khavar	129.000
- Khemcha, nepoznato
- Khendra	400
- Khetauri	106.000
- Khetri	90
- Khiemnungan	41.000
- Khodara	3000
- Khoira	2300
- Khoja	410.000
- Kholie, nepoznato
- Khondite Odiya	400
- Khoruda	3200
- Khosha 30
- Khowa	50
- Khrodeng Bangni, nepoznato
- Khuangsai, nepoznato
- Khulant	1600
- Khulna, nepoznato
- Khumra, Hindu, 17.000; Muslimani, 10
- Khyang, 300
- Kichagara	100
- Kichak, nepoznato
- Kidaran, nepoznato
- Kir	65.000
- Kir Nungar, nepoznato
- Kirar	824.000
- Kisan	1.471.000
- Kishanpanchi, nepoznato
- Kitaran	3400
- Kochu Velan	70
- Kodalo	3100
- Kodar, nepoznato
- Kodava	133.000
- Kodligion, nepoznato
- Kohara	200
- Koibroto	70
- Koilar, nepoznato
- Koirao	2400
- Koiri	7.295.000; Muslimani, 3100
- Kokna	1.079.000
- Kol	2.079.000
- Kolaga, nepoznato
- Kolah Lohara	18.000
- Kolasa	20
- Kolavamtulu	100
- Kolayiri	900
- Kolha	668.000
- Kolhati	25.000
- Koli	12.154.000
- Koli Dhor	397.000
- Koli Mahadev	1.591.000
- Koli Malhar	334.000
- Koli iz Sinda	64.000
- Koliyan	14.000
- Kollakar	1600
- Kollara, Karnataka	300
- Kollara, Orissa	5500
- Kolowar	282.000
- Kolta	657.000
- Kolu, nepoznato
- Kolupulvandlu	5800
- Kom	17.000
- Komarao	10.000
- Komarpaik	34.000
- Komkar	900
- Konai	133.000
- Konda Dhora	289.000
- Konda Kapu	55.000
- Konda Reddi	158.000
- Kondaito Oddi, nepoznato
- Kondaito Velama	20
- Kongbo	60
- Konkanci	700
- Konoo	90
- Konsari	300
- Konwar	8000
- Konyak	265.000
- Koosa	5300
- Kootan	10.000
- Koracha, kasta	78.000
- Koracha, Pleme	28.000
- Koraikar, nepoznato
- Korakanas, nepoznato
- Korama	159.000
- Koren	1300
- Kori	244.000
- Koria	1700
- Korku	843.000
- Korona	800
- Korti	1200
- Korwa	427.000
- Kosalya	50
- Koshti	1.483.000
- Kota	1500
- Kotal	34.000
- Kotegar	15.000
- Kotia	102.000
- Kotlodola	80
- Kotwal	91.000
- Koya	855.000
- Koyava	700
- Kraal	3400
- Krishnanvak	61.000
- Kritiria, nepoznato
- Kršćani Diua	200
- Kuchbandia	20.000
- Kuda	8500
- Kuda Korava	1700
- Kudavakkal	43.000
- Kudeli, nepoznato
- Kudiga, nepoznato
- Kudiya	4500
- Kudumban	78.000
- Kudumi	281.000
- Kui Khond	1.835.000
- Kuist, nepoznato
- Kujagara, nepoznato
- Kuki, Amre	600
- Kuki, Biete	16.000
- Kuki, Changsen	2100
- Kuki, Chongthir	 3200
- Kuki, Chongthu	1000
- Kuki, Khelma	2800
- Kuki, Kholhang	8600
- Kuki, Khongsai	1000
- Kuki, Lengthang	1900
- Kuki, Lnykin	3200
- Kuki, ostali	210.000
- Kuki, Singjit	3000
- Kuki, Sokte	700
- Kuki, Taraor	500
- Kuki, Zahao	13.000
- Kulait, nepoznato
- Kulama	100
- Kuli	11.000
- Kumal	3000
- Kumalia	400
- Kumangar	70
- Kumhar	14.467.000; Kumhar Sutaria, 11.000; Muslimani, 66.000; Sikhi, 338.000
- Kumhiar	20; Hindu, 33.000; Muslimani, 8800
- Kummari	12.000
- Kunbi	16.672.000; Muslimani, 500
- Kunchatiga	410.000
- Kundavadiga	900
- Kundligar, nepoznato
- Kunnavan	30
- Kunui	800
- Kuraim, nepoznato
- Kurariar	17.000
- Kuravan	503.000
- Kurmi	16.807.000; Muslimani, 100
- Kurol	5400
- Kurpalta	4000
- Kuruba	3.904.000
- Kurukkal	3000
- Kuruman	58.000
- Kurunga	6300
- Kuruni	400
- Kusiari	1400
- Kuspa, nepoznato
- Kusta	1900
- Kutana	486.000
- Kutuma	90
- Kwoireng	5100

## L
- Labana, Hindu	26.000; Muslimani, 90; Sikhi, 376.000
- Ladakhi, kršćani	300
- Ladia	9500
- Lahangar	1400
- Lahaula	4000
- Laheri, Hindu	73.000; Muslimani, 54.000
- Lakhera	170.000
- Lakshadweep	71.000
- Lama	600
- Lamgang	6100
- Lanhavi, nepoznato
- Lashkar	600
- Lek, nepoznato
- Lepcha	86.000
- Leper	1400
- Let	7900
- Lhomi	1200
- Lhota	50
- Liari	90
- Libiri	40
- Libo	300
- Lihu, nepoznato
- Liju Nocte	30
- Limbu	188.000
- Lingader	105.000
- Lingader Boreru, nepoznato
- Lingayat	9.330.000
- Lippara	10
- Lodha	6.528.000; Muslimani, 3400
- Lohana	1.199.000
- Lohar	8.857.000; Muslimani, 590.000; Sikhi, 82.000
- Lohara	314.000
- Loi	41.000
- Lome, nepoznato
- Lomi	500
- Lonpa	200
- Lora	3300
- Lotha	180.000
- Lunia, Hindu	2.932.000; Muslimani, 300

## M
- Machala	900
- Machhi, Hindu	662.000; Muslimani, 27.000
- Madari	10.000
- Madasi Kuruva	3800
- Madderu, nepoznato
- Madgi	62.000
- Madhuapit	100
- Madiga	7.379.000; Madiga kršćani, 695.000; Muslimani, 2300
- Madiga Dasu	7.200
- Magadhi Goral, nepoznato
- Magar	295.000
- Maghaiya	1000
- Maha Malasar	700
- Mahagar, nepoznato
- Mahan Gaud, nepoznato
- Mahanta	79.000
- Mahapatra, nepoznato
- Mahar kršćani, 411.000; Hindu, 8.614.000; Muslimani, 2500
- Mahara	5900
- Mahawat	100
- Mahishya	10.254.000
- Mahli	500.000
- Mahratta	28.570.000
- Mahratta Kunbi	7.038.000
- Mahtam, Hindu	88.000; Muslimani, 400; Sikhi, 748.000
- Mahuria	7400
- Mahyavanshi	1.841.000
- Maika	70
- Maila	4900
- Maimal, nepoznato
- Mairal	1100
- Maiti, nepoznato
- Majhi	128.000
- Majhwar	184.000
- Majjula	19.000
- Majothi	900
- Makhmi	56.000
- Makrani, Hindu	1800; Muslimani, 27.000; Sikhi, 300
- Makwana, Hindu	70.000; Muslimani, 300
- Makwara	1700
- Mal, Hindu	1.624.000; Muslimani, 16.000
- Mala	5.512.000
- Mala Chetti, nepoznato
- Mala Dasari	48.000
- Mala Dasu	12.000
- Mala Hannai	1600
- Mala Jangam	38.000
- Mala Kuravan	1700
- Mala Malasar, nepoznato
- Mala Masti	2400
- Mala Pulayan	72.000
- Mala Sale	138.000
- Mala Sanyasi	4300
- Mala Urali	5800
- Malai Arayan	34.000
- Malai Pandaram	6900
- Malai Vedan	22.000
- Malai Vellala	200
- Malaikudi	11.000
- Malajci	30
- Malakkuravan	28.000
- Malamuthuvan	50
- Malanaickan	100
- Malaneese	1200
- Malasar	9400
- Malava	21.000
- Malayalar	900
- Malayali	390.000
- Malayan, pleme	35.000, kasta, 39.000
- Malayarayar	8400
- Malayekandi	1500
- Maleru	2700
- Mali 9.082.000; Muslimani, 13.000; Sikhi, 4900
- Mallah, Hindu	2.883.000; Muslimani, 65.000
- Mallik, Hindu	600; Muslimani, 548.000
- Malto	181.000
- Man	5000
- Mana	248.000
- Manbhav	25.000
- Mandala, Hindu	1900; Muslimani, 2300
- Mandarinski Kinezi	21.000
- Mandia	2100
- Mandogutel	80
- Mang Garudi	70.000
- Mangala	1.999.000
- Mangan	1700
- Mangli	1000
- Mangrik	97.000
- Manihar	564.000
- Maniyani	800
- Maniyattikkaran	4900
- Mankidi	1700
- Mankirdia	2200
- Manna Dhora	32.000
- Mannan, pleme	138.000; kasta	11.000
- Manne	85.000
- Manula, nepoznato
- Mappila	9.387.000
- Marakkan, kršćani, 5000; Hindu, 8700; Muslimani, 500
- Maramei	7.500
- Maravan	3.096.000
- Maria	12.000
- Maring	22.000
- Markala, nepoznato
- Markande	69.000
- Maru Kumhar	3000
- Masan Jogi	22.000
- Mashti	6100
- Masku	600
- Matak	600
- Matang	2.270.000; kršćani, 162.000
- Matangi	1500
- Matia	187.000
- Matwali, nepoznato
- Mavalinga, nepoznato
- Mavilan	36.000
- Mawalud	227.000
- Mawasi	101.000
- Mazhabi	2.821.000
- Mech	56.000
- Meda	45.000
- Megh, Hindu, 2.812.000; Muslimani, 80; Sikhi, 1600
- Mehar	69.000
- Meitei (Meithei) 1.471.000
- Melakkaran	40
- Mellikallu	800
- Memon	588.000
- Meo, Hindu, 237.000; Muslimani, 701.000
- Merat, Hindu, 42.000; Muslimani, 278.000
- Meun, nepoznato
- Mewar	1300
- Miana	70.000
- Miju	24.000
- Millang	2300
- Millang Abor	80
- Mina	4.482.000
- Minka, nepoznato
- Minyong	11.000
- Mir	37.000
- Mirasi, Hindu, 160.000; Muslimani, 36.000; Sikhi, 2100
- Mirdas, Hindu, 97.000; Muslimani, 500
- Miri	605.000
- Mirzakhani	9600
- Mishmi	11.000
- Mishri	5700
- Mitha Ayyalvar	4600
- Mizo	673.000
- Mizo, Fanai	80
- Mizo, Lushai	2400
- Mochi, Hindu	2.364.000; Muslimani, 66.000; Sikhi, 1900
- Moger	138.000
- Moghal	1.621.000
- Moghia	37.000
- Mogoda	50
- Molesalam	94.000
- Molvi	35.000
- Memba	4600
- Momna	165.000
- Mon	100
- Mon iz Kašmira	6400
- Mondiwaru	600
- Mongar, nepoznato
- Moniagar, nepoznato
- Monpa	47.000
- Monpa, But	1000
- Monpa, Chugpa	900
- Monpa, Dirang	8600
- Monpa, Kalaktang	1600
- Monpa, Lish	2600
- Monpa, Panchen	200
- Monpa, Tawang	9100
- Moodi, nepoznato
- Morlyadi, nepoznato
- Mosiri	90
- Mourya, nepoznato
- Mowar	4200
- Mru	2200
- Mudayan, nepoznato
- Mudhar	200
- Mudugar	1800
- Mukeri, Hindu, 60; Muslimanui, 29.000
- Mukha Dhora	45.000
- Mukkari	1900
- Mukkuvan, kršćani, 39.000; Hindu, 153.000; Muslimani, 2500
- Mukri	18.000
- Muktum	400
- Muli	20.000
- Munda	3.735.000
- Mundala	34.000
- Mundapotta	1900
- Mundari	45.000
- Munnewar	600
- Munnur	1.131.000
- Murao, Hindu, 2.280.000; Muslimani, 59.000
- Murasing	200
- Murhid, nepoznato
- Muriya, nepoznato
- Musahar, Hindu	2.732.000
- Musari	3600
- Muskhan	1200
- Mussali	8000
- Musti Chenchu	1700
- Mutali	42.000
- Muthan	6400
- Muthuvan	25.000
- Mutrasi	1.338.000
- Muttatu	20
- Mutwa	1100
- Muvvari, nepoznato

## N
- Na	70
- Naar	200
- Nabhik	20
- Nadar	4.456.000
- Nadia	54.000
- Nadkal, nepoznato
- Naga, Kacha	42.000
- Naga, 	36.000
- Nagar	137.000
- Nagarchi, Hindu, 152.000; Muslimani, 50
- Nagartha	48.000
- Nagarulu	6200
- Nagasapu	1900
- Nagavasulu	5600
- Nai, 11.128.000; kršćani, 40; Sikhi, 357.000
- Naikadaya	200
- Naikda	2.585.000
- Naiko	100
- Naikwadi	300
- Nair	7.247.000
- Nairy	500
- Naita	51.000
- Naksia	6200
- Nalakeyava	8300
- Nalavadi, nepoznato
- Nalavamsam	2300
- Nalband	5000
- Naliya, Hindu, 13.000; Muslimani, 2900
- Nalkadaya	2900
- Namasudra, Hindu, 4.972.000; Muslimani, 2400
- Namdagur	900
- Nanakshahi	2500
- Nanbai	62.000
- Nandiwale	700
- Nanjil Mudali	600
- Nargir	1200
- Naribut	3200
- Naroda	42.000
- Narsanna	600
- Nat, Hindu, 420.000; Muslimani, 134.000; Sikhi, 70
- Natakani, nepoznato
- Nau Buddh	7.604.000
- Navait	55.000
- Navda, nepoznato
- Navithan	738.000
- Nayadi	89.000
- Nayor, nepoznato
- Nekua	20
- Nepalci, 48.000
- Nerali, nepoznato
- Neria, nepoznato
- Nethagiri	600
- Newah	176.000
- Neyyala	16.000
- Nichar	600
- Nikobarci, 38.000
- Nikari, Muslimani	55.000
- Nishang	27.000
- Nissi	118.000
- Nitham, nepoznato
- Noatia	5600
- Nocte	34.000
- Node	3400
- Nodha, nepoznato
- Nodya	20
- Noliya	3800
- Nonong	200
- Nungar, nepoznato
- Nyaria	2900

## O
- Odiya	67.000
- Omanatya	40.000
- Ondipuli	10
- Önge	100
- Oochan	900
- Oraon	4.390.000
- Oriya	33.000
- Osludia	90

## P
- Padam	8900
- Padannan	8600
- Padhano	70
- Padharia	31.000
- Padiar	1300
- Padigarajulu	900
- Pagadai	29.000
- Pagativeshagallu	500
- Pagi	500
- Paharia	15.000
- Paidi	13.000
- Paik	199.000
- Pailadar, nepoznato
- Pailibo	1400
- Painda	1900
- Paite, kršćani	94.000; Sahte, 1100; Simte, 12.000
- Pajabgar	2000
- Pakhimara	300
- Pakhiwara	50
- Palaung Wa, nepoznato
- Pale	16.000
- Paliya	209.000
- Paliyan	11.000
- Pallan	3.405.000
- Palleyan	500
- Palliyan	7100
- Palliyar	3000
- Palluvan	6500
- Pambada	4300
- Pamidi	7200
- Pan	1.575.000
- Panan	213.000
- Panar	1600
- Panchama	14.000
- Pandaram	27.000
- Pandavakulam	30
- Panditattan	10.000
- Pandittan	300
- Pando	1900
- Pangi	2400
- Pangul	16.000
- Pangwala	19.000
- Panika	1.171.000
- Panikkan	37.000
- Panisavan	100
- Paniyan	104.000
- Panka	33.000
- Pankhiya	600
- Pannadi	20.000
- Panniandi	5600
- Pantanti	35.000
- Pao	69.000
- Pap	14.000
- Papmelara Konkani	60
- Paraiyan	3.335.000
- Parala	500
- Paravan	133.000
- Pardhan	362.000
- Pardhi	285.000
- Parenga	7100
- Parhaiya	65.000
- Pari	10
- Parja	616.000
- Parsee ili Parsi	82.000
- Paštunci, sjeverni	11.799.000
- Pasi	400; Hindu, 7.252.000; Muslimanbi, 15.000
- Patari	22.000
- Patelia	168.000
- Patharwat	33.000
- Pathiyan	19.000
- Pathynaickan	200
- Patial	74.000
- Patlia	51.000
- Patni, Hindu, 245.000; Muslimani, 60
- Patni Jamat	1500
- Patnulkaran	1000
- Patralu	118.000
- Patramela	4800
- Patro	4400
- Patvekari, Hindu, 22.000; Muslimani 800
- Patwa, Hindu, 237.000; Muslimani 4000
- Pawaria, Hindu, 17.000; Muslimani, 43.000
- Pawi	32.000
- Pentia	17.000
- Perka	200.000
- Perna, Hindu, 2400; Muslimani, 100
- Perumal Makkukkaran	1400
- Perumannan	79.000
- Peshakar	1200
- Pherera	3600
- Phri	300
- Phudgi	8400
- Phutdhar, nepoznato
- Pichakuntla	43.000
- Pindara	63.000
- Pinjara	3.367.000
- Pnar	1300
- Pochury	17.000
- Pod	3.096.000
- Pohul	2800
- Poi	65.000
- Pomla	2500
- Pondicherry katolici	44.000
- Pongkong	10
- Ponthai Nocte	300
- Pony-Men-Mule-Men, nepoznato
- Porasa	70
- Poraya, nepoznato
- Portugalci	1900
- Prabhu	22.000
- Prabhu Kayastha	252.000
- Prabhu Patane	56.000
- Prannathi	400
- Prusti, nepoznato
- Pulayan, kršćani, 475.000; Hindu, 1.357.000; Vettuvan, 1100
- Pundari	251.000
- Puran	2000
- Purig-Pa	35.000
- Puroik	6500
- Purum	600
- Puthirai Vannan	44.000
- Putliwale	800

## Q
- Qalaigar	800
- Qarol, nepoznato
- Qassab	1.073.000
- Qazi	533.000
- Quam-e-Punjab	7200

## R
- Rabari, Hindu, 964.000; Muslimani, 1100
- Rabha	408.000
- Rachband	4500
- Raddi	147.000
- Rai	139.000
- Raigar	839.000
- Raighatwal, nepoznato
- Rainudas	300
- Rajako	10
- Rajannalu	900
- Rajbansi, 4.871.000; Muslimani, 2500
- Rajbhar	61.000
- Rajdhop	3900
- Raji	3100
- Rajna	500
- Rajpur	50.000
- Radžputi, 41.035.000; Muslimani, 2.397.000; Sikhi, 663.000
- Raju	519.000
- Rajwar	573.000
- Rakhal, nepoznato
- Rakhine, Arakanci, Mag	34.000
- Ralte	36.000
- Ramdasia, Hindu, 177.000; Muslimani, 3100; Sikhi, 536.000
- Ramgarhia	6500
- Ramo	1200
- Ramoshi	186.000
- Rana	900
- Ranabhat	3200
- Rancho	20
- Raneyar	5400
- Rangaswami	2300
- Rangrez, Hindu	321.000; Muslimani, 284.000; Sikhi, 70
- Raniparaj	90
- Rantho	800
- Rasua	1000
- Ratal	6500
- Rathawa	641.000
- Rathia, Hindu, 691.000; Muslimani, 28.000
- Rathodia	600
- Rauniyar, nepoznato
- Rautia	109.000
- Ravalia	487.000
- Ravindu	400
- Ravulo	25.000
- Ravuto	20
- Rawal, Hindu	160.000; Muslimani, 30
- Rawat	623.000
- Raya Rawat	2200
- Rayeen, Hindu, 1500; Muslimani, 953.000
- Raysipotra	600
- Razu	483.000
- Reddi Dhora	8200
- Reddiyar, nepoznato
- Rehar	71.000
- Relli	162.000
- Rengma	60.000
- Rigzong	2100
- Rohar, nepoznato
- Rona	2900
- Rosa	35.000
- Royma	300
- Rumi	80
- Rumwala, nepoznato
- Runjalavallu	200
- Rusiwatt, nepoznato

## S
- Sabalia	900
- Sabar	4900
- Sadhana Surulu, nepoznato
- Sagar	14.000
- Sagarbanshi	172.000
- Sahari	70
- Saharia	651.000
- Sahi	1700
- Sahisia	8400
- Saini, Hindu	639.000; Saini, Muslimani, 20.000; Sikhi, 735.000
- Saithwar	467.000
- Sajalong	7200
- Sakunapakshollu	2400
- Salat, Hindu	19.000; Muslimani, 700
- Sali	951.000
- Saloi	2900
- Salotri, nepoznato
- Saltangar	200
- Salvi	55.000
- Samagara	97.000
- Samanthan	48.000
- Samasi	2000
- Samban	52.000
- Sanauriya	6300
- Sandhai	1400
- Sanei	1600
- Sangar	14.000; Muslimani, 60
- Sangtam	107.000
- Sangtarash	4900
- Sanhai, Hindu	4000; Muslimani, 400
- Sanhal	1300
- Sankara	73.000
- Sansi	200; Hindu, 277.000; Sikhi, 3800
- Sansoi	3500
- Santali	8.100.000
- Santia	10.000; Muslimani, 70
- Saonta	5000
- Saora	1.031.000
- Sapari	1200
- Sapati	100
- Sapiada	100
- Sapru	1600
- Sarabara, nepoznato
- Sardar, Hindu, 3500; Muslimani, 12.000
- Sarekari	300
- Sarera, Hindu	37.000; Sikhi, 98.000
- Sargara	136.000
- Sarige, nepoznato
- Sarki	39.000
- Saryara, Hindu	15.000; Muslimani, 1500
- Sasura, nepoznato
- Satani	380.000
- Sathar	30
- Sathwara, Hindu, 69.000; Sathwara, Muslimani 50
- Saun	200
- Sauntia	89.000
- Saur	178.000
- Sauria Paharia	77.000
- Sayankulam	900
- Sayyid	7.209.000
- Sazawal, nepoznato
- Segidi	95.000
- Sekera	300
- Sema	283.000
- Semman	4900
- Senatal, nepoznato
- Sentinelese	30
- Seok	1700
- Servagara	40
- Shabar	628.000
- Shabi	1700
- Shafi, nepoznato
- Shah	5800
- Shaikh	74.789.000
- Shakhsaz	1700
- Shan	400
- Shankudiva, nepoznato
- Sharadakani, nepoznato
- Shari	400
- Shastragokar	30
- Shemalia	500
- Shenva, Hindu, 118.000; Shenva, Muslim, 300
- Sherdukpen 	4600
- Sherpa	(Šerpa).53.000
- Shikari Rajput	300
- Shinligar	5200
- Shivanaga, nepoznato
- Shompen	600
- Shorgar, Hindu	1000; Muslimani, 3600
- Shudar	30
- Siddi, Hindu	2200; Muslimani, 8600
- Sidhria	1300
- Sikligar, Hindu	91.000; Muslimani, 42.000; Sikhi, 6000
- Silawat, Hindu	61.000; Muslimani, 1600
- Sillekyatha	21.000
- Silpkar, Hindu	974.000; Muslimani, 400
- Simong	1000
- Sindhi
- Sindhi Hindu	90; Sindhi Mohana, 600; Sindhi Muslim, 19.000; Sindhi Sama, 1100; Sindhi Samon	99.000; Sindhi Satia, nepoznato; Sindhi Sumra, 30.000
- Sindhollu	6000
- Sindhuria	800
- Singalu	40
- Singiwala	6300
- Singpho	12.000
- Singalezi	3400
- Sipai	30
- Sipi	26.000
- Siram	300
- Sirijski kršćani (Syrian Christian)	4.085.000
- Sirkiband	47.000
- Sirte, 1000
- Sirvi	281.000
- Sishtakarnam	900
- Sitaria	800
- Siyal	32.000
- Siyalgir, Hindu	7100
- Siyane, nepoznato
- Slanthia, nepoznato
- Soboro	1300
- Sofi	900
- Soiri	81.000
- Solaha	100
- Soligar	9900
- Soligaru	35.000
- Solokondia	20
- Somvanshi	426.000
- Sonar	7.157.000; Muslimani, 29.000; Sikhi, 203.000
- Sonjhara	16.000
- Sonowar	77.000
- Sonr	105.000
- Soria	1200
- Sounti	140.000
- Sowan, nepoznato
- Sowsabha, nepoznato
- Srehde, nepoznato
- Sudh, Hindu	46.000; Muslimani, nepoznato; Sikhi, 5100
- Sudha	55.000
- Sudha Saiva Shivachka, nepoznato
- Sudhan	18.000
- Sudra	5700
- Sudri	1100
- Sugandhi, nepoznato
- Sukiyar	1900
- Sukli	60.000
- Sulia, nepoznato
- Sulung Bangni	30
- Sumapuvalli	300
- Sunnak	200
- Sunri, Hindu	845.000; Muslimani, 14.000
- Supakar, nepoznato
- Sutar Lohar	8500
- Suthrashahi, nepoznato
- Sutradhar, Hindu, 428.000; Muslimani, 42.000
- Swangla	9900
- Syamalo, nepoznato

## T
- Tachavire	50
- Tadžici, nepoznato
- Taga, Hindu	514.000; Muslimani, 186.000
- Taga Bhat, nepoznato
- Tagin	43.000
- Tagin Bangni	50
- Tagwale	300
- Tai Khamyang	3200, govore Khamyang
- Tai	18.000, govore gudžaratski
- Tak	1800
- Takari	500
- Talkute	80
- Tamadia	900
- Tamang	298.000
- Tamboli, Hindu	1.690.000; Muslimani, 140.000
- Tamili Hindu, 2300; Muslimani, 3.038.000
- Tamudia	6100
- Tana, nepoznato
- Tanggam	400
- Tangkhul	148.000
- Tangsa	24.000
- Tangsa, Bolak, nepoznato
- Tangsa, Darok	70
- Tangsa, Haisa	100
- Tangsa, Hawai	600
- Tangsa, Hotang	200
- Tangsa, Jugli	60
- Tangsa, Katin	20
- Tangsa, Kemsing	700
- Tangsa, Khalim	20
- Tangsa, Korang	20
- Tangsa, Langkai	10
- Tangsa, Lichi	30
- Tangsa, Longchang	3300
- Tangsa, Longin, nepoznato
- Tangsa, Longphi	300
- Tangsa, Longri	500
- Tangsa, Longsang	500
- Tangsa, Lowang	20
- Tangsa, Moglum	4200
- Tangsa, Morang	200
- Tangsa, Mossang	3300
- Tangsa, Namsang	20
- Tangsa, Ngimong	80
- Tangsa, Phongle	500
- Tangsa, Rangai, nepoznato
- Tangsa, Roerah	100
- Tangsa, Sangwal	60
- Tangsa, Sechu	50
- Tangsa, Simsa	50
- Tangsa, Taisen	30
- Tangsa, Tikhak	100
- Tangsa, Tyolin	70
- Tangsa, Yongkuk	60
- Tangsa, Yougli	1300
- Tankar, nepoznato
- Tanla	77.000
- Tanti, Hindu	4.339.000; Tanti, Muslimani, 3100
- Tanu	37.000
- Tarakhehas	13.000
- Taram	30
- Targala, Hindu	35.000; Muslimani, 90
- Taria	4400
- Tarkhan, Hindu	731.000; Muslimani, 13.000; Sikhi, 1.139.000
- Tarkhan Bharai, nepoznato
- Tatka	60
- Tausa, nepoznato
- Tawaif, Hindu	17.000; Muslimani, 115.000
- Telakali Oddi	10
- Teli	17.625.000; Muslimani, 1.733.000; Sikhi, 200
- Teressa	3100
- Thado	143.000
- Thai Chanhari, nepoznato
- Thai Khampi	30
- Thakali	900
- Thakar	80.000
- Thakkar	591.000
- Thakor Pardeshi	2600
- Thakuri	40.000
- Thakuria	10.000
- Thalaraj, nepoznato
- Thami	1600
- Thandan	260.000
- Thandan Palakkad	6200
- Thangal	2600
- Thanpati, nepoznato
- Thantapulayan	9400
- Thanu, nepoznato
- Tharu	388.000
- Tharua	2300
- Thathera, Hindu, 305.000; Muslimani	3700
- Theba	700
- Thiyya, nepoznato
- Tholuva Naicker, nepoznato
- Thori	780.000
- Thoti, kasta	23.000, govore telugu
- Thoti, pleme	6100
- Thottia Nayak, nepoznato
- Thoubalkonou	1500
- Thovoi	15.000
- Tibetanci	150.000
- Tikhir	17.000
- Tili, 988.000
- Tipera	653.000
- Tirendaj	100
- Tirgar, Hindu	16.000; Muslimani, 500
- Tirmali	13.000
- Tirthankara	60
- Tiruvalluvar	2600
- Tiwa	346.000
- Tiyar	476.000
- Tiyattunni	500
- Tlau	20
- Toda	1700
- Tohala	2600
- Tongewalle, nepoznato
- Torasa	30
- Tsong, nepoznato
- Tuikuk	150.000
- Tulabhina	10.000
- Tulu	80
- Turaiha	305.000
- Turi	370.000
- Turi Barot	9500
- Turci	300
- Turkmeni	300
- Tutcha Nocte	6300
- Tuvar, nepoznato

## U
- Uchai	2200
- Udupula	2500
- Ujia	29.000
- Ulema, Hindu	700; Muslimani	3500; Sikhi, nepoznato
- Ulladan	20.000
- Urali	75.000
- Urikkara Naicker, nepoznato
- Usta 1700
- Ustologi	50
- Uthrasi	10

## V
- Vadavakulam, nepoznato
- Vaddar, Hindu, 3.374.000; Muslimani, 3900; Sikhi, 100
- Vaghri, Hindu, 557.000; Muslimani, 21.000
- Vaiphui	38.000
- Vajluthedan, nepoznato
- Vakkaliga	6.091.000
- Valan	81.000
- Valanchian	5500
- Vallan	900
- Valluvan	133.000
- Valmiki	83.000
- Vanati	4700
- Vaniyan	897.000
- Vanjara	868.000
- Vannan	914.000
- Vanniyan	11.954.000
- Varli	1.072.000
- Vasthamaru, nepoznato
- Vasudev	12.000
- Vathiriyan	700
- Velakkithalanayan	332.000
- Velama	449.000
- Velan	90.000
- Velip	300
- Vellalan	2.457.000
- Vellan Chettiar, nepoznato
- Vellayan Kuppam Veluthonathunayar, nepoznato
- Veluthadanayar	188.000
- Vetan	74.000
- Vettakkaran	5400
- Vettiyan	4500
- Vettuvan	188.000
- Viramushti	42.000
- Vishnu Koravanji, nepoznato
- Viswakarma	8.144.000
- Vitholia	32.000
- Voliyali, nepoznato
- Vyapari	800

## W
- Walang	500
- Wancho	64.000
- Wandhara	1800
- Wattal, Hindu, 1300; Muslimani, 5100
- Waza	900

## Y
- Yadava, 57.647.000; Muslimani, 7600
- Yakha	6700
- Yakthungba, nepoznato
- Yara, nepoznato
- Yatagiri	200
- Yatla	500
- Yavane, nepoznato
- Yedu Kulam, nepoznato
- Yenadi ili Yanadi	715.000
- Yennarijel	30
- Yentamara	10
- Yerava	33.000
- Yerukula	582.000
- Yetangi	200
- Yetla, nepoznato
- Yetrich, nepoznato
- Yimchungra	69.000
- Yite	300
- Yobin	3000
- Yuarulau, nepoznato

## Z
- Zamral	7500
- Zarekari	700
- Zargar, Hindu, 17.000; Muslimani, 3300; Sikhi, 1400
- Zeliang	81.000
- Zou	25.000

## Ž
- Židovi, Marathojezični	12.000